# NGC 5608
NGC 5608 est une galaxie irrégulière de type magellanique relativement rapprochée et située dans la constellation du Bouvier. Sa vitesse par rapport au fond diffus cosmologique est de 818 ± 12 km/s, ce qui correspond à une distance de Hubble de 12,1 ± 0,9 Mpc (∼39,5 millions d'al). NGC 5608 a été découverte par l'astronome germano-britannique William Herschel en 1787.
En raison d'une brillance de surface égale à 14,35 mag/am2, on peut qualifier NGC 5608 de galaxie à faible brillance de surface (LSB en anglais pour low surface brightness). Les galaxies LSB sont des galaxies diffuses (D) avec une brillance de surface inférieure de moins d'une magnitude à celle du ciel nocturne ambiant.
La classe de luminosité de NGC 5608 est V-VI et elle présente une large raie HI. Elle renferme également des régions d'hydrogène ionisé. De plus, c'est une galaxie du champ, c'est-à-dire qu'elle n'appartient pas à un amas ou un groupe et qu'elle est donc gravitationnellement isolée.
À ce jour, trois mesures non basées sur le décalage vers le rouge (redshift) donnent une distance de 13,267 ± 4,179 Mpc (∼43,3 millions d'al), ce qui est à l'intérieur des valeurs de la distance de Hubble. Puisque cette galaxie est relativement rapprochée du Groupe local, cette distance est peut-être plus près de sa distance réelle que la distance de Hubble. Notons que c'est avec la valeur moyenne des mesures indépendantes, lorsqu'elles existent, que la base de données NASA/IPAC calcule le diamètre d'une galaxie.